# Stazione di Fossato di Vico-Gubbio
Stazione di Fossato di Vico-Gubbio vasútállomás Olaszországban, Umbria régióban, Fossato di Vico településen.

## Vasútvonalak
Az állomást az alábbi vasútvonalak érintik:
- Ancona–Orte -vasútvonal

## Kapcsolódó állomások
A vasútállomáshoz az alábbi állomások vannak a legközelebb: 
- Stazione di Gualdo Tadino
- Stazione di Cancelli di Fabriano